# LaSalle Thompson
Pour les articles homonymes, voir Thompson.
LaSalle Thompson III, né le 23 juin 1961 à Cincinnati dans l'Ohio, est un joueur puis entraîneur américain de basket-ball.